# Antoni Prusimski
Antoni Prusimski Ostroróg herbu Nałęcz – starosta niszczewicki.
Był elektorem Stanisława Augusta Poniatowskiego w 1764 roku. Członek konfederacji Adama Ponińskiego w 1773 roku. Był posłem ziemi wschowskiej na Sejm Rozbiorowy 1773–1775, wszedł w skład delegacji wyłonionej pod naciskiem dyplomatów trzech państw rozbiorczych, mającej przeprowadzić rozbiór. 18 września 1773 roku podpisał traktaty cesji przez Rzeczpospolitą Obojga Narodów ziem zagarniętych przez Rosję, Prusy i Austrię w I rozbiorze Polski.  Otrzymał starostwo niszczewickie prawem emfiteutycznym na 50 lat. Poseł na sejm 1778 roku z województwa brzeskokujawskiego. Poseł na sejm 1780 roku z województwa poznańskiego.
Był kawalerem Orderu Świętego Stanisława.